# Riadh Bettaieb
Riadh Bettaieb, né le 3 janvier 1961 à Ben Gardane, est un homme politique tunisien.
Membre du mouvement Ennahdha, il est ministre de l'Investissement et de la Coopération internationale au sein du gouvernement de Hamadi Jebali entre 2011 et 2013.

## Biographie
Riadh Bettaieb est diplômé de l'École nationale d'ingénieurs de Tunis.
En 1979, il adhère au mouvement Ennahdha. En 1991, il est contraint à l'exil en France, à Paris, par le régime de Zine el-Abidine Ben Ali ; il devient alors le chef de l'Association tunisienne de solidarité, dont le siège est situé à Paris. Après la chute du président Ben Ali dans le cadre de la révolution de 2011, il retourne en Tunisie et rejoint la Haute instance pour la réalisation des objectifs de la révolution, de la réforme politique et de la transition démocratique. Il est par ailleurs gouverneur de la Banque européenne pour la reconstruction et le développement et de la Banque islamique de développement.
Le 20 décembre 2011, il rejoint le gouvernement du chef du gouvernement Hamadi Jebali en tant que ministre de l'Investissement et de la Coopération internationale,, avec l'assistance d'un secrétaire d'État, Aleya Bettaïb.
En mai 2012, il déclare que la Tunisie et la Malaisie allaient développer un partenariat concernant la nourriture, les médicaments et les cosmétiques halal. Il a également suggéré que des entreprises tunisiennes investissent au Qatar. Dans la foulée, il signe la convention d'adhésion à la déclaration de l'Organisation de coopération et de développement économiques portant sur l'investissement international et les entreprises multinationales. Il participe également aux travaux menant à un accord politique sur le partenariat privilégié entre la Tunisie et l'Union européenne signé en novembre 2012 dans le cadre de la Politique européenne de voisinage.
Durant son mandat, il décide par ailleurs d'initier une réforme du Code des investissements.
Il est arrêté le 23 février 2023 à l'aéroport de Tunis alors qu'il s'apprêtait à partir pour Paris.